# Diocesi di Sucarda
La diocesi di Sucarda (in latino: Dioecesis Sucardensis) è una sede soppressa e sede titolare della Chiesa cattolica.

## Storia
Sucarda, nell'odierna Algeria, è un'antica sede episcopale della provincia romana della Mauritania Cesariense.
Sono tre i vescovi documentati di questa diocesi africana. Alla conferenza di Cartagine del 411, che vide riuniti assieme i vescovi cattolici e donatisti dell'Africa romana, presero parte il cattolico Pompeiano e il donatista Donato. Tuttavia entrambi, pur essendo presenti a Cartagine, non poterono presentarsi alla conferenza perché malati.
Terzo vescovo noto è Subdazio, il cui nome appare al 13º posto nella lista dei vescovi della Mauritania Cesariense convocati a Cartagine dal re vandalo Unerico nel 484; Subdazio, come tutti gli altri vescovi cattolici africani, fu condannato all'esilio.
Dal 1933 Sucarda è annoverata tra le sedi vescovili titolari della Chiesa cattolica; dal 18 maggio 2021 il vescovo titolare è Italo Dell'Oro, C.R.S., vescovo ausiliare di Galveston-Houston.

## Cronotassi

### Vescovi residenti
- Pompeiano † (menzionato nel 411)
  - Donato † (menzionato nel 411) (vescovo donatista)
- Subdazio † (menzionato nel 484)

### Vescovi titolari
- Hendrik Theodorus Edmund Beel † (30 agosto 1965 - 16 giugno 1996 deceduto)
- Antonio Bayter Abud, M.X.Y. † (30 novembre 1996 - 21 agosto 2020 deceduto)
- Italo Dell'Oro, C.R.S., dal 18 maggio 2021